# Джодхпур
Джодхпур (гінді जोधपुर, англ. Jodhpur) — місто в Індії, з населенням 1,006 млн станом на 2009 рік місто є другим за розміром у штаті. Історично місто було столицею держави Марвар і князівства Джодхпур.
Місто дуже популярне серед туристів, тут знаходиться багато палаців, фортів і храмів, розкиданих на фоні пустелі Тар, центр міста оточений кам'яним муром. Найвідомішими з будівель є форт Мехранґарх і палац Умайд-Бхаван. Місто відоме як «Сонячне місто» через добру погоду більшу частину року та «Блакитне місто» через бликитний колір домів.

## Клімат
Місто знаходиться у зоні, котра характеризується кліматом помірних степів та напівпустель. Найтепліший місяць — травень із середньою температурою 33.9 °C (93 °F). Найхолодніший місяць — січень, із середньою температурою 16.7 °С (62 °F).
| Клімат Джодхпура        | Клімат Джодхпура | Клімат Джодхпура | Клімат Джодхпура | Клімат Джодхпура | Клімат Джодхпура | Клімат Джодхпура | Клімат Джодхпура | Клімат Джодхпура | Клімат Джодхпура | Клімат Джодхпура | Клімат Джодхпура | Клімат Джодхпура | Клімат Джодхпура |
| Показник                | Січ.             | Лют.             | Бер.             | Квіт.            | Трав.            | Черв.            | Лип.             | Серп.            | Вер.             | Жовт.            | Лист.            | Груд.            | Рік              |
| Середній максимум, °C   | 25               | 27,8             | 33,4             | 38,4             | 41,4             | 40,1             | 36               | 33,7             | 35               | 36               | 31,5             | 26,8             | 33,8             |
| Середня температура, °C | 17               | 19               | 25               | 30               | 34               | 34               | 31               | 29               | 29               | 27               | 23               | 18               | 26               |
| Середній мінімум, °C    | 9,6              | 11,8             | 17,2             | 22,7             | 26,8             | 28,2             | 26,8             | 25,3             | 24,1             | 19,9             | 14,5             | 10,8             | 19,8             |
| Норма опадів, мм        | 4                | 5                | 3                | 3                | 10               | 32               | 116              | 131              | 57               | 6                | 3                | 2                | 372              |
| ----------------------- | ---------------- | ---------------- | ---------------- | ---------------- | ---------------- | ---------------- | ---------------- | ---------------- | ---------------- | ---------------- | ---------------- | ---------------- | ---------------- |
| Джерело: Weatherbase    |                  |                  |                  |                  |                  |                  |                  |                  |                  |                  |                  |                  |                  |

## Джерело
- Jodhpur [Архівовано 8 грудня 2009 у Wayback Machine.] Енциклопедія Британніка

| Індія | Це незавершена стаття з географії Індії. Ви можете допомогти проєкту, виправивши або дописавши її. |